# 施圖布維斯維普費爾山

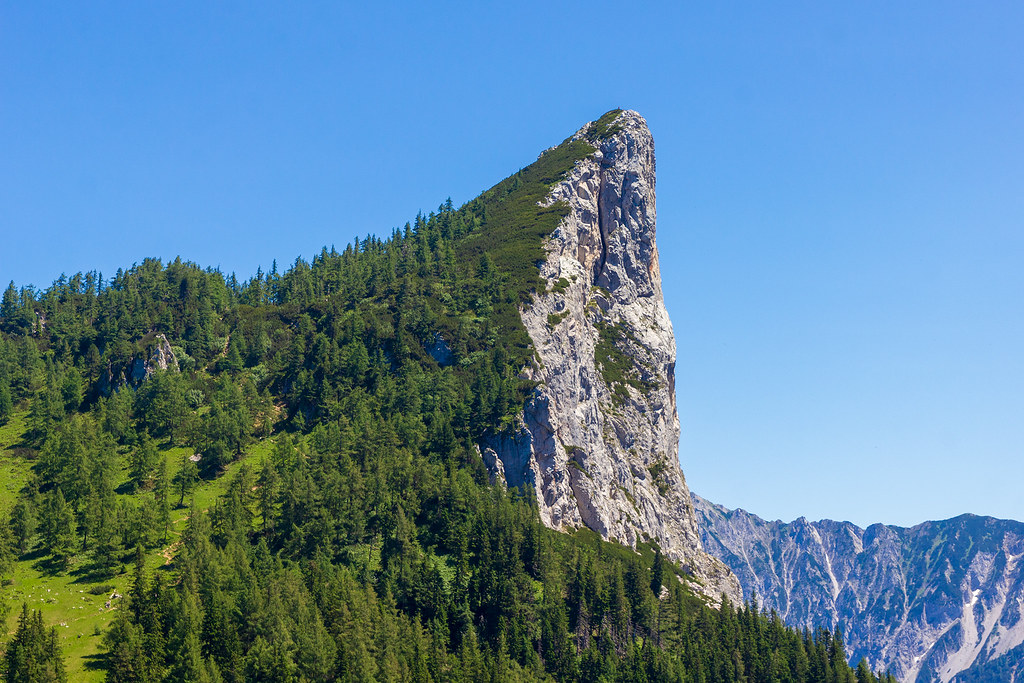

47°39′17″N 14°17′58″E / 47.65472°N 14.29944°E
施圖布維斯維普費爾山，是奧地利的山峰，位於該國北部，由上奧地利州負責管轄，屬於托特斯山脈的一部分，海拔高度1,786米，每年平均降雨量1,578毫米。